# Velké Losiny
Velké Losiny é uma comuna checa localizada na região de Olomouc, distrito de Šumperk.